# ヴィッラ・サンタ・ルチーア・デッリ・アブルッツィ
ヴィッラ・サンタ・ルチーア・デッリ・アブルッツィ（イタリア語: Villa Santa Lucia degli Abruzzi）は、イタリア共和国アブルッツォ州ラクイラ県にある、人口約100人の基礎自治体（コムーネ）。

## 地理

### 位置・広がり

#### 隣接コムーネ
隣接するコムーネは以下の通り。括弧内のPEはペスカーラ県所属を示す。
- ブリットリ (PE)
- カペストラーノ
- カルピネート・デッラ・ノーラ (PE)
- カステル・デル・モンテ
- オフェーナ